# Disparador de crisis (convulsión)
Un disparador de crisis es un factor que puede causar una convulsión en una persona, ya sea esta una crisis epiléptica o no-epiléptica. Existen muchas causas conocidas de convulsiones, y en algunos pacientes, es posible determinar que ha disparado las crisis en general, o ha llevado a una crisis en particular. Sin embargo los factores que llevan a una crisis son con frecuencia tan complejos que no es posible en todos los pacientes determinar que causa las crisis, que causa su aparición en un momento determinado, o con que frecuencia ocurren.

## Consumo de alcohol

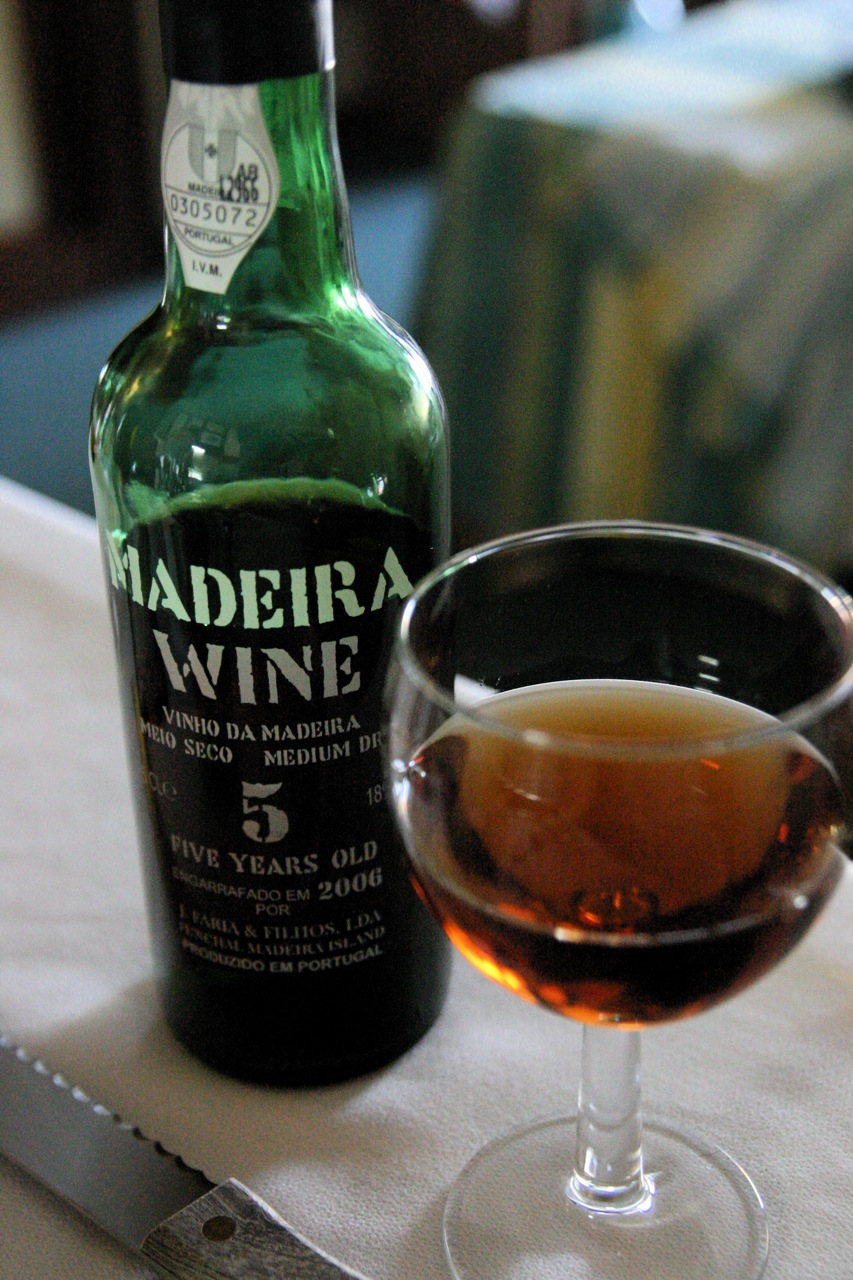
Los efectos del alcohol en los pacientes epilépticos aún no son completamente entendidos

Hay diversas opiniones acerca de la posibilidad de que las bebidas alcohólicas puedan disparar una crisis. El consumo de alcohol puede reducir temporalmente la probabilidad de sufrir una crisis inmediatamente después del consumo, pero después de que el contenido de alcohol en la sangre ha disminuido las probabilidades pueden aumentar. Esto puede suceder incluso en pacientes no epilépticos
El consumo copioso de alcohol ha mostrado ser un posible disparador de crisis en pacientes epilépticos, pero no se ha demostrado en estudios clínicos que el consumo ligero de alcohol aumente la probabilidad de tener una crisis[cita requerida]. EEGs tomados a pacientes inmediatamente después del consumo de alcohol no han mostrado un aumento en actividad eléctrica anormal
 Al consumir alcohol después de comer es menos probable que se dispare una crisis. El consumo concomitante de alcohol con medicación anticonvulsivante puede reducir la efectividad del medicamento, y en algunos casos, disparar una crisis. Este efecto varía dependiendo del medicamento.

### Síndrome de abstinencia del alcohol
El síndrome de abstinencia del alcohol también es una causa de crisis convulsivas. Este riesgo aumenta proporcionalmente con la cantidad de alcohol consumido antes del inicio de la abstinencia.

## Cafeína
El consumo de cafeína puede disminuir el umbral convulsivo, especialmente si interfiere con los patrones de sueño normales.[cita requerida]

## Dieta
La dieta puede jugar un papel en la ocurrencia de crisis convulsivas, y el control dietario puede ser utilizado en algunos casos para prevenir crisis, en especial cuando corrige problemas de desnutrición.

## Patologías y condiciones fisiológicas

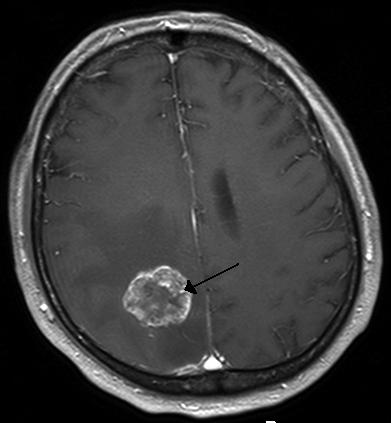
Los tumores cerebrales están dentro de las enfermedades que se pueden presentar con crisis convulsivas

Pacientes que sufren de diversas condiciones médicas pueden tener umbrales convulsivos bajos, haciendo que la condición médica subyacente pueda ser considerada como un disparador. Entre las enfermedades que se asocian con crisis convulsivas se puede contar:
- Malformación arteriovenosa
- Abscesos cerebrales
- Tumores cerebrales
- Hipoglicemia
- Cavernoma
- Eclampsia
- Encefalitis
- Meningitis
- Esclerosis múltiple
- Lupus eritematoso sistémico
- Epilepsia catamenial o asociada al ciclo menstrual femenino
- Deficiencia de vitamina B1 (deficiencia de Tiamina) especialmente en alcohólicos[7][8][9]
- Deficiencia de vitamina B6 (deficiencia de piridoxina) se encuentra asociada con las convulsiones dependientes de piroxidina[10]

## Medicamentos
Algunos medicamentos pueden disminuir el umbral convulsivo, especialmente si son utilizados por fuera de sus recomendaciones de prescripción. Drogas como el tramadol y la metanfetamina han tenido reportes de inducción de crisis convulsivas en algunos pacientes, especialmente cuando se combinan con otras drogas o se toman por periodos de tiempo prolongados. Algunas drogas aumentan el umbral convulsivo, protegiendo de crisis convulsivas, pero su suspensión abrupta tiene el efecto relativo de disminuir el umbral, pudiendo convertirse en disparadores en estas condiciones, lo que es especialmente peligroso con el uso recreativo de barbitúricos y benzodiazepinas.[cita requerida]
Las crisis convulsivas pueden ser un efecto secundario de ciertos medicamentos, aunque en la mayoría de los casos el efecto es muy infrecuente y son seguros para la mayoría de los pacientes. Estos incluyen:
- Aminofilina
- Bupivacaina
- Bupropion
- Butirofenonas
- Clorambucil
- Clozapina
- Enfluraneketamina
- Estrógenos
- Fentanil
- Insulina
- Lidocaina
- Meperidina
- Pentazocina
- Fenotiazinas
- Prednisona
- Procaína
- Propoxifeno
- Teofilina
- Tramadol
- Antidepresivos tricíclicos
- Los siguientes antibióticos: Isoniazida, Lindano, Metronidazol, Ácido nalidíxico, y Penicilina, aunque el uso concomitante de vitamina B6 puede prevenir las crisis.
- Se consideraba que el ácido fólico en grandes cantidades puede disminuir la eficacia de medicamentos anticonvulsivantes, aunque esta posición está siendo revaluada.[12]
- Ciertas drogas recreacionales como anfetaminas, cocaína, metilfenidato y fenilpropanolamina

### Adherencia al tratamiento
Una dosis de medicamento anticonvulsivante no administrada o administrada fuera del esquema de tiempo previsto puede ser responsable de una convulsión breakthrough (crisis convulsiva que aparece a pesar del tratamiento), incluso si el paciente ha perdido otras dosis del medicamento en el pasado sin consecuencias.
Las dosis perdidas son una de las causas más frecuentes de crisis breakthrough. Una sola dosis no administrada puede causar una crisis, y aumentar la dosis subsiguiente no necesariamente previene la aparición de síntomas.
Las dosis perdidas pueden ser el resultado de olvido del paciente, falta de planificación para asegurar la disponibilidad del medicamento, dificultades económicas para la consecución de este, o cambios voluntarios del esquema medicamentoso por parte del paciente.

## Fiebre
En niños de menos de cinco años, la fiebre de 39 °C (102 °F) o más puede disparar una crisis convulsiva (generalmente tónico-clónica), conocida como una convulsión febril. Entre el 2-5% de la población infantil padece este tipo de convulsión durante la infancia. La mayoría de estos niños tienen alguna comorbilidad neurológica asociada
En la mayoría de los casos, las convulsiones febriles no están asociadas con epilepsia, pero 30-40% de los niños que sufren convulsiones febriles tendrán otros episodios convulsivos en el futuro.
En adultos y niños mayores con epilepsia, las enfermedades febriles pueden disparar una crisis por el estrés fisiológico que causan. Adicionalmente, en algunos pacientes, gastroenteritis asociadas con vómito y diarrea pueden causar absorción limitada de medicamentos anticonvulsivantes, reduciendo de esta manera la protección que estos proveen contra las crisis.

## Flashes y luces parpadeantes o estroboscópicas
En algunos pacientes epilépticos los flashes y las luces parpadeantes o estroboscópicas pueden ser responsables de la aparición de una crisis tónico-clónica, una crisis de ausencia o una crisis mioclónica
Esta condición se conoce como epilepsia fotosensitiva, y en algunos casos, las crisis pueden ser disparadas por actividades que resultan inofensivas a los demás, como ver televisión, jugar videojuegos, o manejar en el día en un camino con árboles o postes regularmente espaciados que simulan el efecto de la luz estroboscópica. Algunas personas pueden sufrir crisis convulsivas por el efecto del propio parpadeo sobre la luz. Contrario a la creencia popular, esta forma de epilepsia es relativamente poco frecuente, viéndose solamente en el 3% de los casos.
[cita requerida] En otros pacientes epilépticos la exposición a este tipo de luz no trae consecuencias[cita requerida]
Una de las partes rutinarias de un EEG es la exposición del paciente a luces estroboscópicas para determinar la sensibilidad del paciente a estas y para determinar la actividad eléctrica asociada a la exposición.

## Trauma craneoencefálico

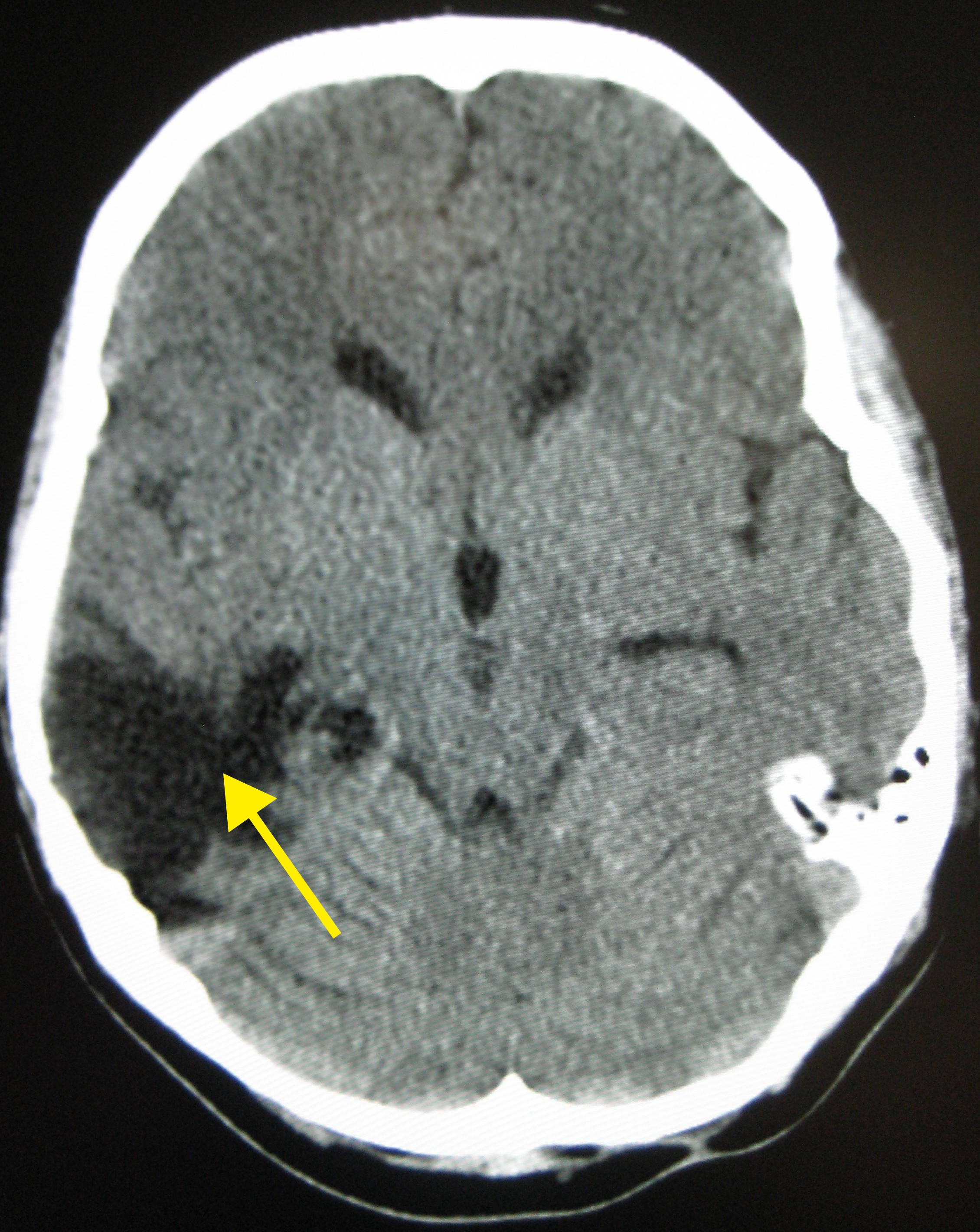
TAC cerebral años después de un traumatismo cerebral que muestra un espacio vacío donde ocurrió la lesión (marcado con la flecha).

El trauma craneoencefálico severo, que puede ser consecuencia de un accidente automovilístico, una caída, agresión o lesión deportiva, puede desencadenar una o varias crisis convulsivas que pueden aparecer inmediatamente o dentro de un periodo de tiempo significativo que pueden ser horas, días o incluso años después de la lesión.
El riesgo de convulsión por trauma craneoencefálico cerrado puede llegar hasta el 15% En algunos casos los pacientes que han sufrido trauma craneoencefálico reciben anticonvulsivantes de manera profiláctica.

## Privación de sueño
La privación de sueño es la segunda causa más frecuente de crisis convulsivas. En algunos casos es responsable de la única crisis convulsiva que una persona sufre en su vida. Sin embargo el mecanismo por el cual desencadena las crisis aún se desconoce. Una hipótesis apunta a que la cantidad de sueño que se tiene afecta la actividad eléctrica del cerebro
A los pacientes que van a recibir un EEG se les pide que tengan algo de privación del sueño la noche anterior para determinar si ese es un factor responsable de las crisis. En algunos casos a los pacientes epilépticos se les sugiere dormir 6-7 horas consecutivas y evitar patrones de sueño fraccionados, al igual que evitar la cafeína y los medicamentos que afectan la arquitectura del sueño para prevenir crisis.

## Estrés
En un estudio se reportó la presencia de estrés emocional antes de una crisis convulsiva entre un 30 y 60% de los casos, identificándose como un posible disparador. Esto puede incluir estrés laboral, por relaciones interpersonales, problemas emocionales, ansiedad y muchos otros problemas
El estrés puede disparar una crisis por su efecto sobre el cortisol. El estrés también puede afectar la parte del cerebro que regula las emociones. Aunque el estrés afecta los niveles plasmáticos de varias hormonas, aún no es claro si puede ser un disparador por sí solo [cita requerida]